# Phortica okadai
Phortica okadai är en tvåvingeart som först beskrevs av Maca 1977.  Phortica okadai ingår i släktet Phortica och familjen daggflugor. Inga underarter finns listade i Catalogue of Life.